# Урядовий квартал (Берлін)
Урядовий квартал в Берліні включає:
- Територію навколо  Рейхстагу
- Федеральну стрічку з

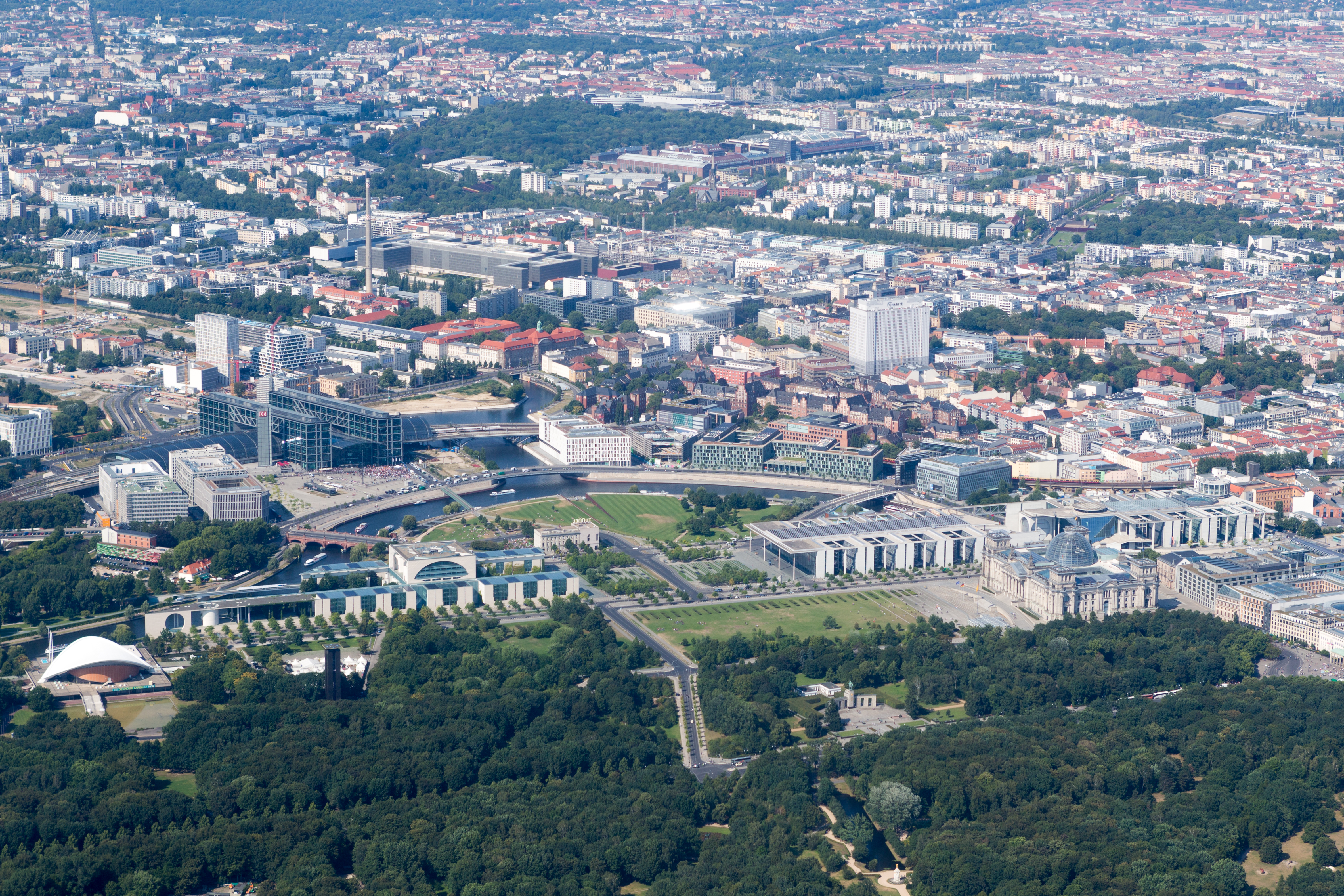
Урядовий квартал, 2016

  -  Відомством федерального канцлера і
  -  Будинком Якоба Кайзера,
- А також інші менш відомі урядові будівлі на Унтер-ден-Лінден.

## Галерея

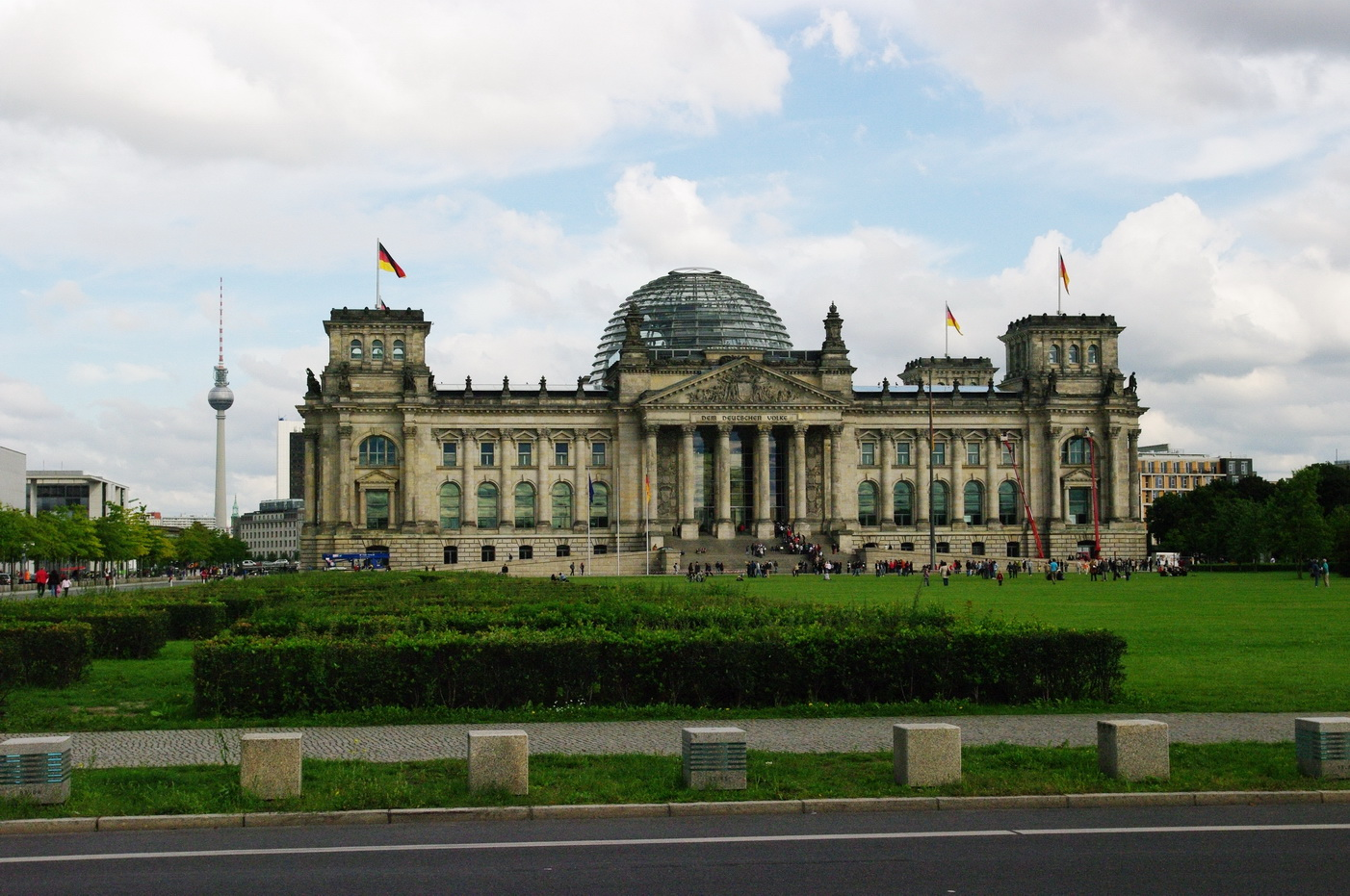
Будівля Рейхстагу, зараз — Бундестагу
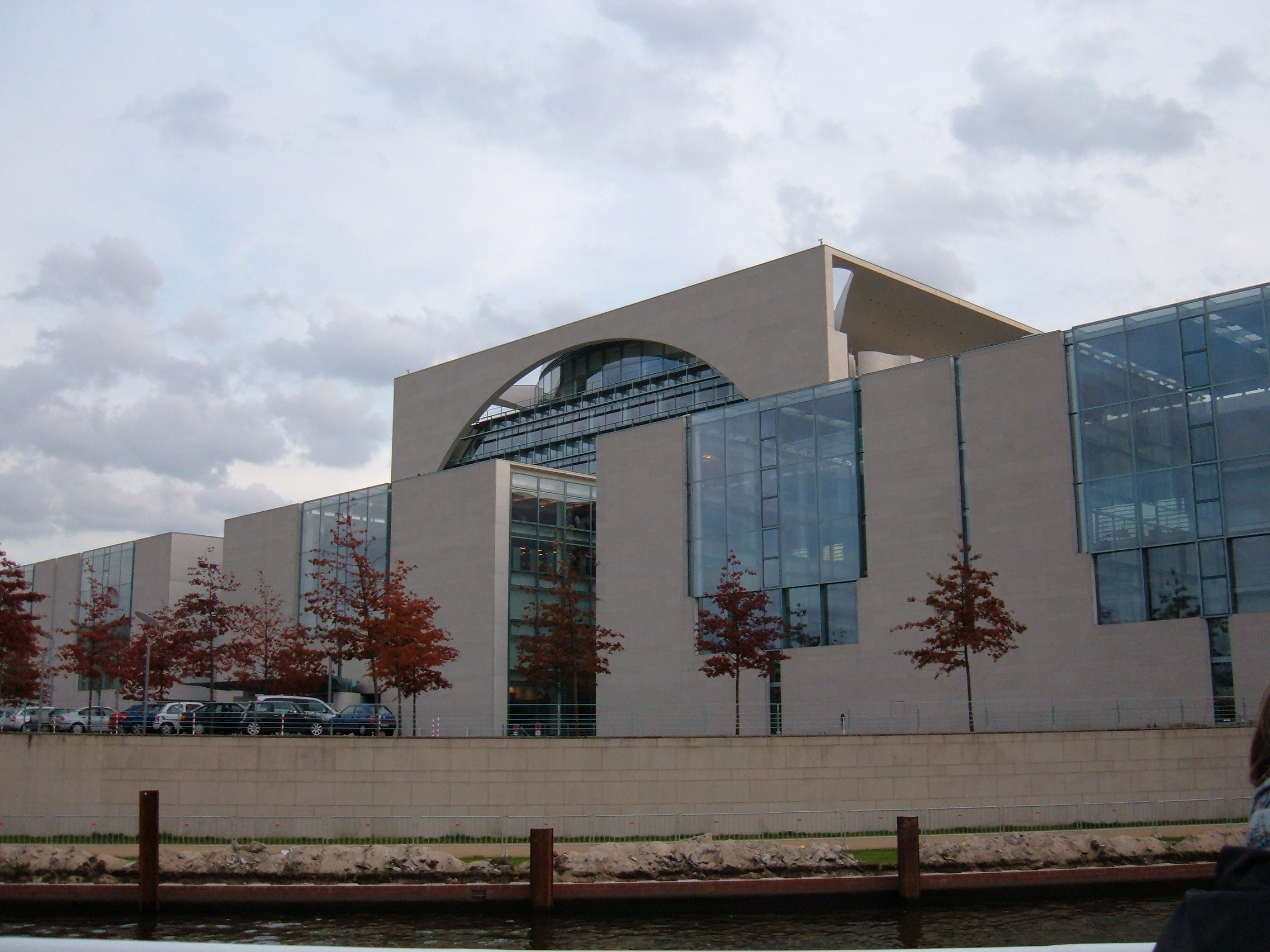
Відомство федерального канцлера Німеччини
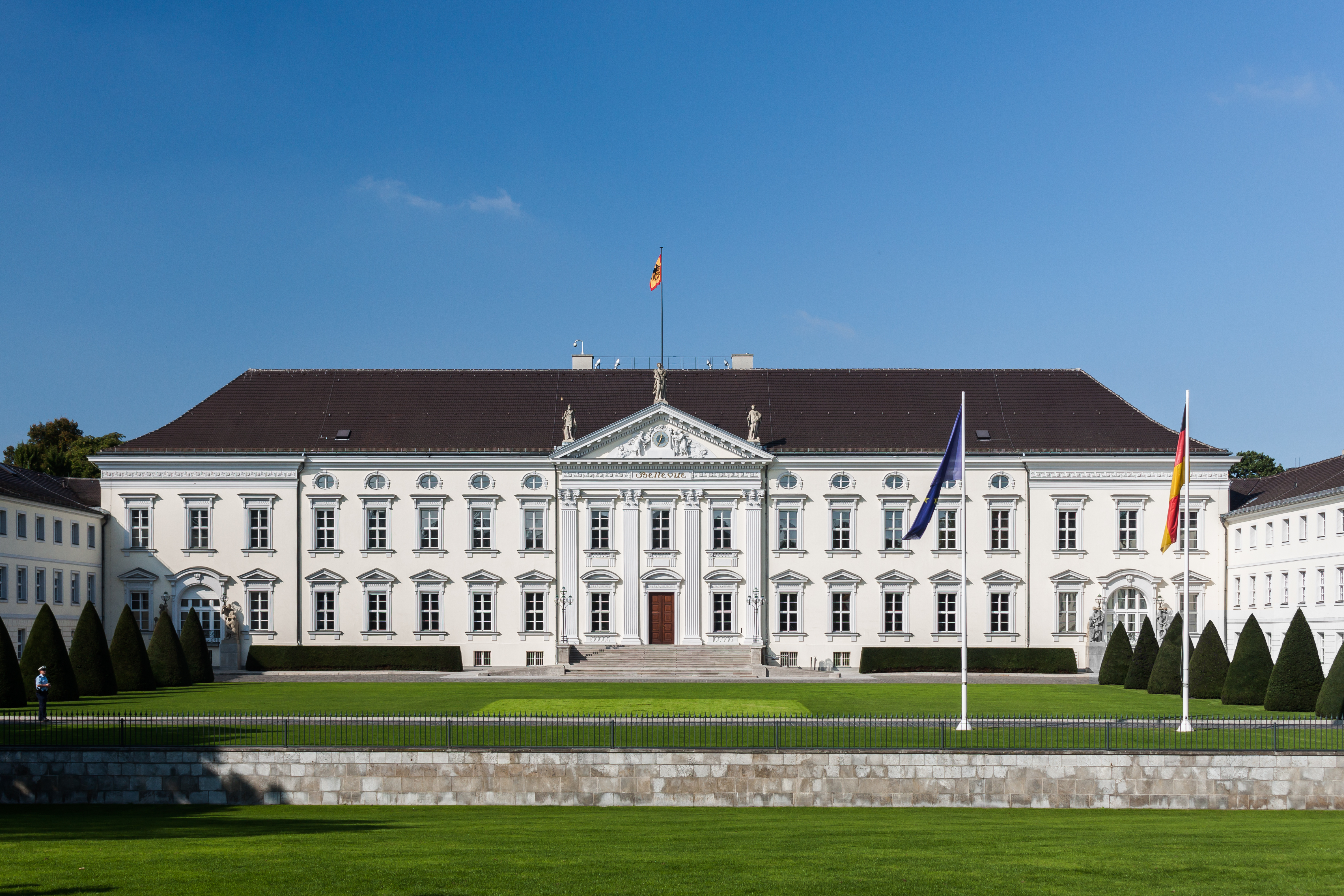
Палац Бельвю, резиденція федерального президента Німеччини
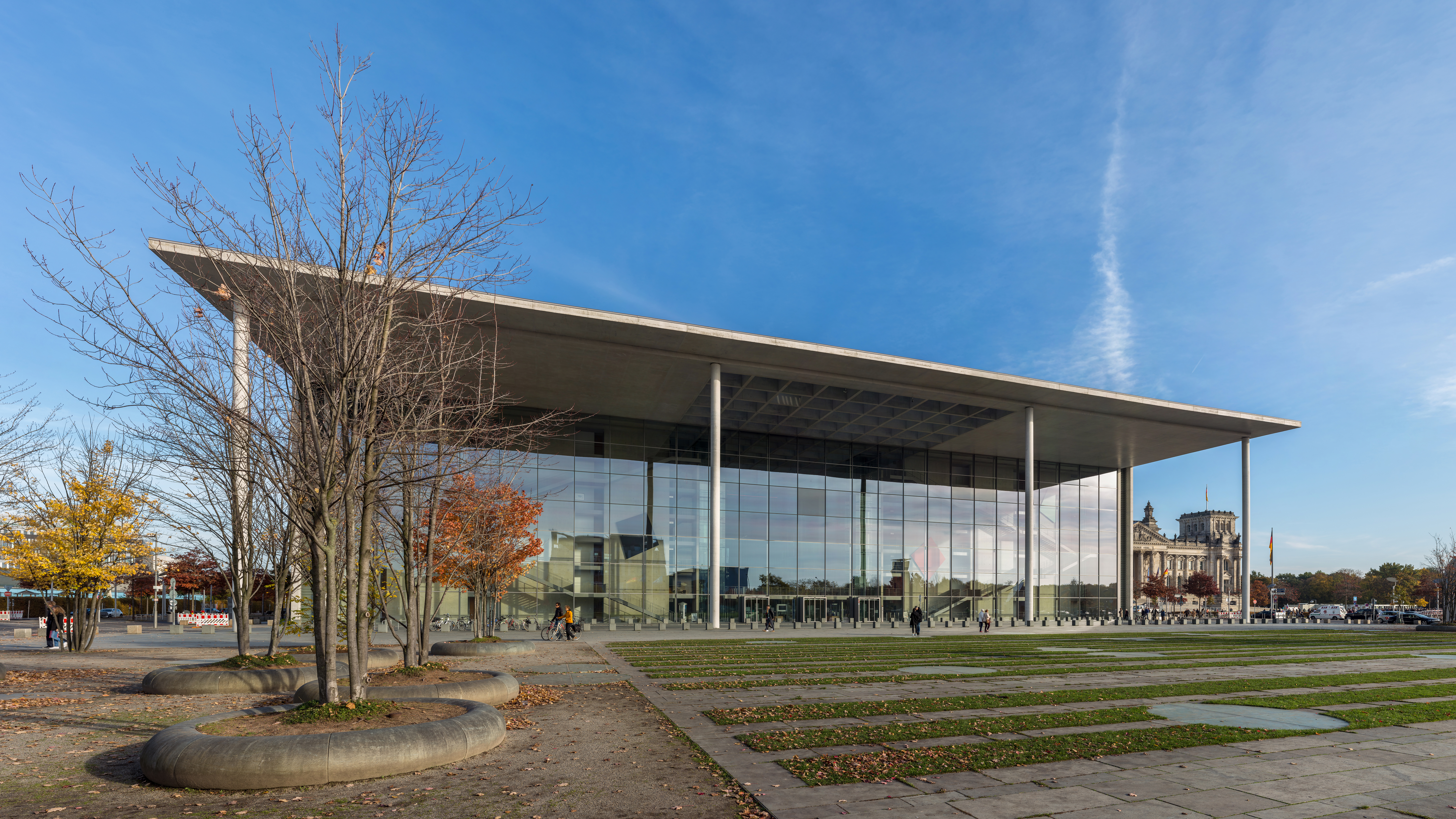
Будинок Пауля Льобе, допоміжна споруда Бундестагу
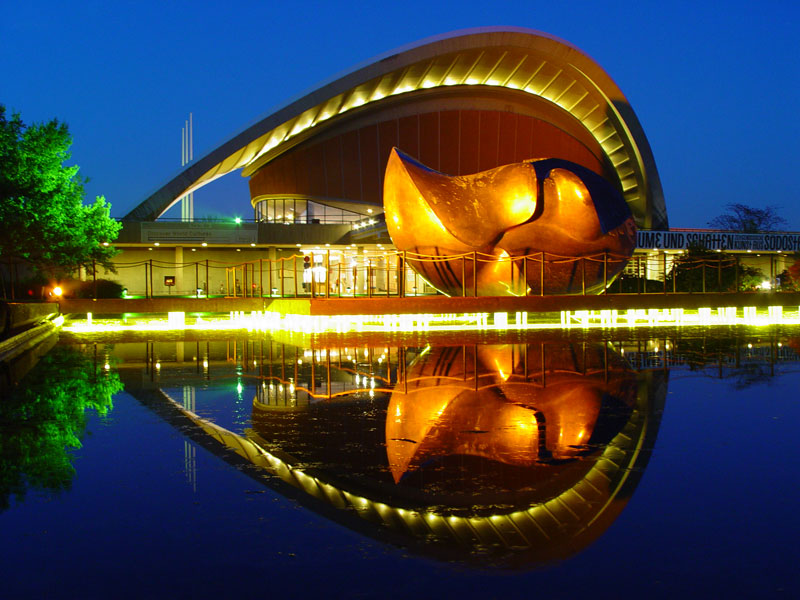
Будинок культур світу
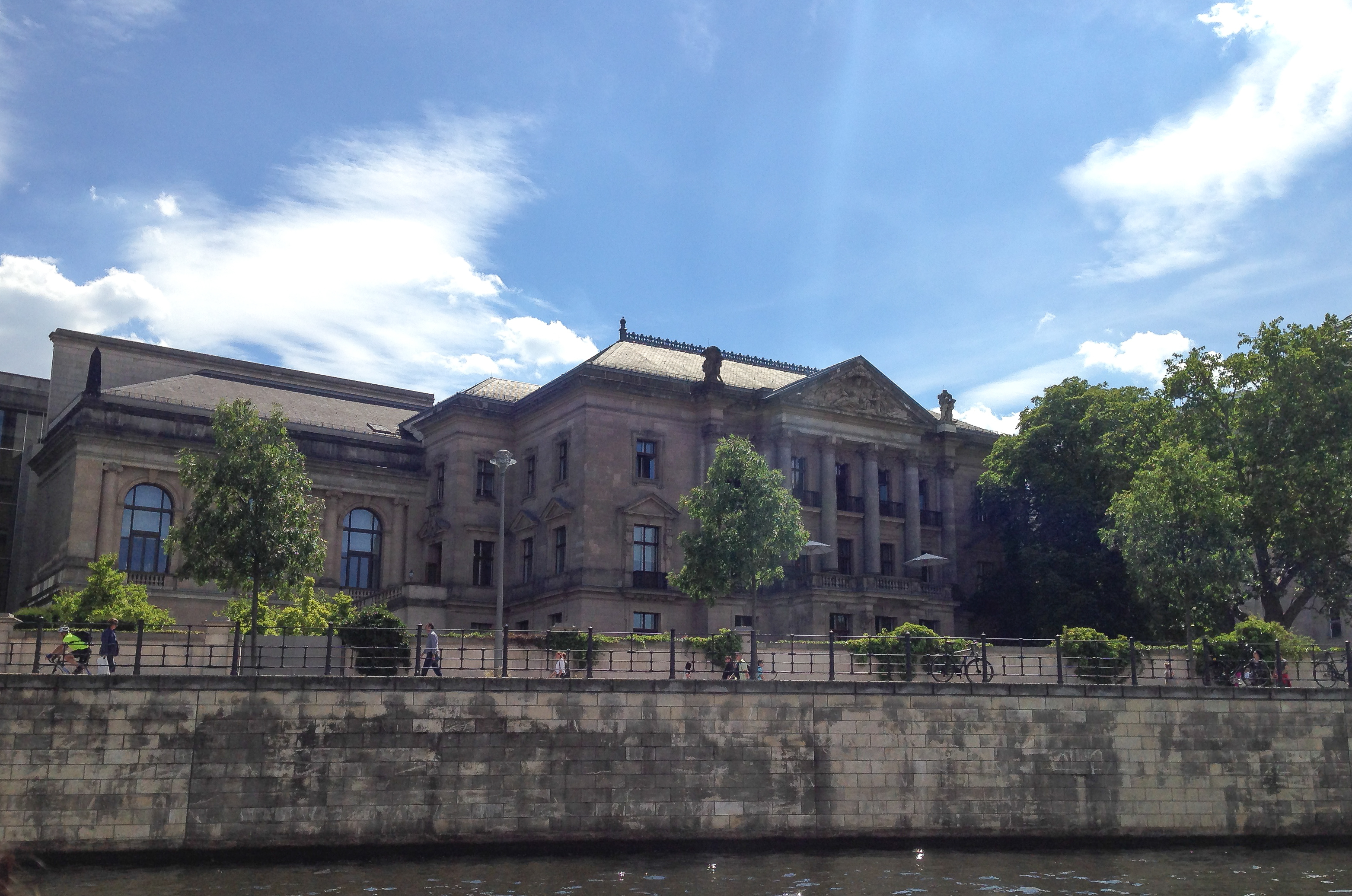
Резиденція президента Рейхстагу
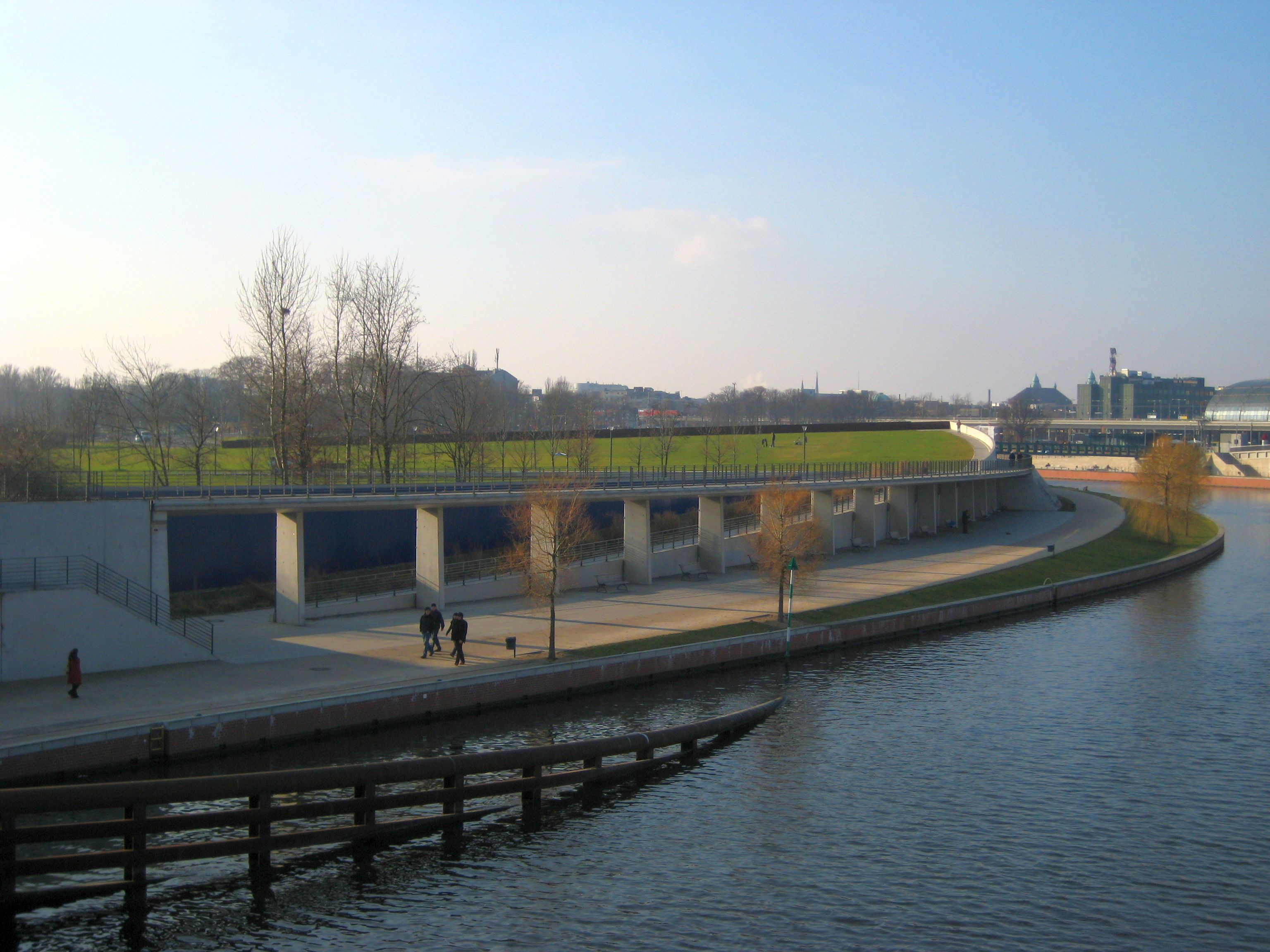
Набережна Шпрее у районі кварталу